# Dámaso López
Dámaso López Núñez (Eldorado, Sinaloa, 22 de febrero de 1966), alias «el Licenciado», es un exnarcotraficante mexicano. Fue líder del Cártel de Sinaloa después de la captura del "Chapo" Guzmán en 2017. Actualmente se encuentra en una prisión de máxima seguridad en Estados Unidos, después de haber sido condenado a cadena perpetua tras declararse culpable de tráfico de cocaína en septiembre de 2018.

## Biografía
Dámaso López Núñez nació en Eldorado, en el estado mexicano de Sinaloa, en febrero de 1966. Cursó la carrera de derecho, pero no se graduó. Fue comandante de la Policía Judicial de Sinaloa y agente del Ministerio Público. Se desempeñó como subdirector de seguridad y custodia del penal de Puente Grande, Jalisco.

## Captura
El 2 de mayo de 2017, Dámaso López fue detenido por elementos del  ejército mexicano y Agencia de Investigación Criminal de la FGR en la colonia Anzures, de la Ciudad de México. La confirmación de la captura fue dada a través de un mensaje de Twitter por la Fiscalía General de la República.